# Dent Blanche-nappe
| Geologie van de Alpen |
| --- |
| Weisshorn |
| Tektonische indeling |
| Molassebekken |
| Helvetische Zone |
| Penninische Dekbladen |
| Austroalpiene Dekbladen |
| Zuidelijke Alpen |
| Geologische structuren |
| Aarmassief · Dent Blanche-nappe · Engadin-venster · Hohe Tauern-venster · Periadriatische lijn · Ivrea-zone · Lepontin dome · Rhône-Simplonlijn · Sesia-zone |
| Paleogeografische gebieden |
| Valais-oceaan |
| Briançonnais microcontinent |
| Piëmont-Liguriëbekken |
| Apulische of Adriatische plaat |
| Portaal Geologie |

De Dent Blanche-nappe of -klippe is een geologische klippe in de Walliser Alpen. De klippe bestaat uit gesteentes uit de Sesia-nappe, ook wel de Dent Blanche-Sesia-nappe genoemd, die over de Penninische Dekbladen heen zijn geschoven. De Sesia-nappe wordt meestal bij de Austroalpiene Dekbladen ingedeeld.
De klippe is genoemd naar de Dent Blanche en het Dent Blanche-massief, dat door de klippe wordt gevormd. De bekendste dagzoom van de Dent Blanche-klippe is de Matterhorn, die door een los stuk van de Sesia-nappe wordt gevormd, dat op Penninisch gesteente van het massief van de Monte Rosa ligt. Daarom wordt weleens gezegd dat de Matterhorn uit Afrika afkomstig is: de Austroalpiene Dekbladen zijn afkomstig van de vroegere Afrikaanse plaat.